# Atalia
Atalia (Ebraică: ʻAṯalyā (עֲתַלְיָה), „Dumnezeu este slăvit”) a fost regina Regatului Iudei în timpul lui Ioram, soțul ei, iar apoi a domnit singură șase ani. Ea era fiica lui Omri și sora lui Ahab al Israelului. Domnia ei a fost între anii 842 î.Hr. – 837 î.Hr. (Albright), 841 î.Hr. – 835 î.Hr. (Thiele) sau 843 î.Hr. - 835 î.Hr. (Galil).
Atalia a fost măritată cu Ioram, regele Iudei, pentru a crea o alianță între cele două state evreiești. Ea i-a născut lui Ioram pe Ohozia, care după un an de domnie a fost ucis de către Iehu, cel care a uzurpat tronul din Israel de la casa lui Omri. Atalia, nemaiavând sprijin extern, se autoproclamă regină a Iudei. Toți urmașii de parte bărbătească ai lui Ioram sau Ohozia au fost uciși, în afară de Ioaș - fiul nou-născut al lui Ohozia - care a fost ascuns de sora sa, Ioșeba și de preotul Iehoiada. După șapte ani de domnie, Atalia, venind la Templul din Ierusalim, a fost surprinsă de gărzi și de poporul care l-a pus rege pe Ioaș, în vârstă de șapte ani. Atunci ea a încercat să oprească revolta, dar a fost ucisă de popor, din ordinul preotului Iehoiada (IV Regi 11:1-21).
„Biblia afirmă că Iehoșafat, un contemporan al lui Ahab, a oferit forță de muncă și cai pentru războaiele regatului de nord contra arameilor. El și-a întărit legătura cu regatul de nord prin a aranja o căsătorie diplomatică: prințesa israelită Ataliah, sora sau fiica Regelui Ahab s-a căsătorit cu Iehoram, fiul lui Iehoșafat (Imparati 8:18). Casa lui David din Ierusalim era direct legată (și se pare dominată) de regii israeliți din Samaria. De fapt, am putea sugera că aceasta a reprezentat cucerirea de către nord a Iudei prin căsătorire. Astfel, în secolul al IX-lea î.e.n. - la un secol după presupusa domnie a lui David - putem în sfârșit descrie existența unei mari monarhii unite în Israel, întinzându-se de la Dan în nord până la Beer-șeba în sud, cu teritorii semnificative cucerite în Siria și Transiordania. Dar această monarhie unită - o monarhie unită reală - era condusă de casa lui Omri, nu de casa lui David, iar capitala ei era Samaria nu Ierusalimul.”—Israel Finkelstein și Neil Asher Silberman, David and Solomon. In Search of the Bible's Sacred Kings and the Roots of the Western Tradition.